# 491
Denna artikel handlar om året 491. För heltalet 491 med samma namn, se 491 (tal). För Lars Görlings bok med samma namn, se 491 (bok). För Vilgot Sjömans film, se 491 (film).
491 (CDXCI) var ett normalår som började en tisdag i den julianska kalendern.

## Händelser

### April
- 11 april – Anastasius I blir bysantinsk kejsare.

### Okänt datum
- Klodvig I besegrar styrkor från Thüringen.
- Aelle av Sussex erövrar den befästa staden Anderida efter en belägring.

## Födda
- Johannes Malalas, grekisk krönikör.

## Avlidna
- 9 april – Zeno Isauriern, kejsare i Bysantinska riket.
- Petrus av Iberia, georgisk munk.